# Rhaconotus
Rhaconotus är ett släkte av steklar. Rhaconotus ingår i familjen bracksteklar.

## Dottertaxa tillRhaconotus, i alfabetisk ordning[1]
- Rhaconotus aciculatus
- Rhaconotus acmaeoderellae
- Rhaconotus affinis
- Rhaconotus albiflagellus
- Rhaconotus alpicola
- Rhaconotus anivoranensis
- Rhaconotus antennalis
- Rhaconotus arabicus
- Rhaconotus asiaticus
- Rhaconotus asulcus
- Rhaconotus atratus
- Rhaconotus atys
- Rhaconotus badius
- Rhaconotus barri
- Rhaconotus basoareolus
- Rhaconotus bekilyensis
- Rhaconotus bidens
- Rhaconotus bidentatus
- Rhaconotus bisulcus
- Rhaconotus brachypterus
- Rhaconotus brevicaudus
- Rhaconotus canadensis
- Rhaconotus caophongus
- Rhaconotus capensis
- Rhaconotus carinatus
- Rhaconotus cassander
- Rhaconotus caudatus
- Rhaconotus ceylonicus
- Rhaconotus chinensis
- Rhaconotus chrysochaitus
- Rhaconotus concinnus
- Rhaconotus concolor
- Rhaconotus costaricensis
- Rhaconotus cressoni
- Rhaconotus dabacus
- Rhaconotus decaryi
- Rhaconotus dentatus
- Rhaconotus dimidiatus
- Rhaconotus elegans
- Rhaconotus emarginatus
- Rhaconotus excavatus
- Rhaconotus fasciatus
- Rhaconotus flavipes
- Rhaconotus formosanus
- Rhaconotus forticarinatus
- Rhaconotus fujianus
- Rhaconotus fuscipennis
- Rhaconotus gaullei
- Rhaconotus giganteus
- Rhaconotus glaphyrus
- Rhaconotus graciliformus
- Rhaconotus guineensis
- Rhaconotus haeselbarthi
- Rhaconotus hei
- Rhaconotus heterotrichus
- Rhaconotus hexatermus
- Rhaconotus hispanicus
- Rhaconotus hyperion
- Rhaconotus hypolixi
- Rhaconotus icterus
- Rhaconotus insularis
- Rhaconotus intermedius
- Rhaconotus iphias
- Rhaconotus ipodoryctoides
- Rhaconotus iterabilis
- Rhaconotus jacobsoni
- Rhaconotus jaknontovi
- Rhaconotus kerzhneri
- Rhaconotus lacertosus
- Rhaconotus longithorax
- Rhaconotus longulus
- Rhaconotus longus
- Rhaconotus luteosetosus
- Rhaconotus maculatus
- Rhaconotus maculistigma
- Rhaconotus magnus
- Rhaconotus mahensis
- Rhaconotus manolus
- Rhaconotus menippus
- Rhaconotus micholitzi
- Rhaconotus minor
- Rhaconotus nadezhdae
- Rhaconotus niger
- Rhaconotus numitor
- Rhaconotus ochus
- Rhaconotus ollivieri
- Rhaconotus oriens
- Rhaconotus orientalis
- Rhaconotus persimilis
- Rhaconotus phalarus
- Rhaconotus pictipennis
- Rhaconotus pilosus
- Rhaconotus polycrates
- Rhaconotus puber
- Rhaconotus rufescens
- Rhaconotus ruficollis
- Rhaconotus rufiventris
- Rhaconotus rugosus
- Rhaconotus sauteri
- Rhaconotus scaber
- Rhaconotus schoenobivorus
- Rhaconotus sciron
- Rhaconotus scirpophagae
- Rhaconotus seyrigi
- Rhaconotus signatus
- Rhaconotus signipennis
- Rhaconotus sinuatus
- Rhaconotus staudingeri
- Rhaconotus striativertex
- Rhaconotus striatus
- Rhaconotus sudanensis
- Rhaconotus sulmo
- Rhaconotus tergalis
- Rhaconotus testaceiceps
- Rhaconotus testaceus
- Rhaconotus thayi
- Rhaconotus thestor
- Rhaconotus tianmushanus
- Rhaconotus troilus
- Rhaconotus uzbekistanicus
- Rhaconotus vagrans
- Rhaconotus yaoae
- Rhaconotus zarudnyi